# Proganochelydia
Proganochelydia (лат.) — ранее выделявшийся подотряд полностью вымерших черепах. В него включали три древнейших известных науке монотипических семейства отряда.
Представители подотряда отличаются от современных черепах наличием зубов и другими примитивными признаками. У древнейшего известного вида Odontochelys semitestacea также отсутствовал характерный для всех современных черепах спинной щит панциря — карапакс.
При дальнейших филогенетических исследованиях черепах входящие в подотряд роды были перенесены в клады Pantestudines (Odontochelys) и Testudinata (остальные 2 рода) — объемлющие таксоны отряда черепах.

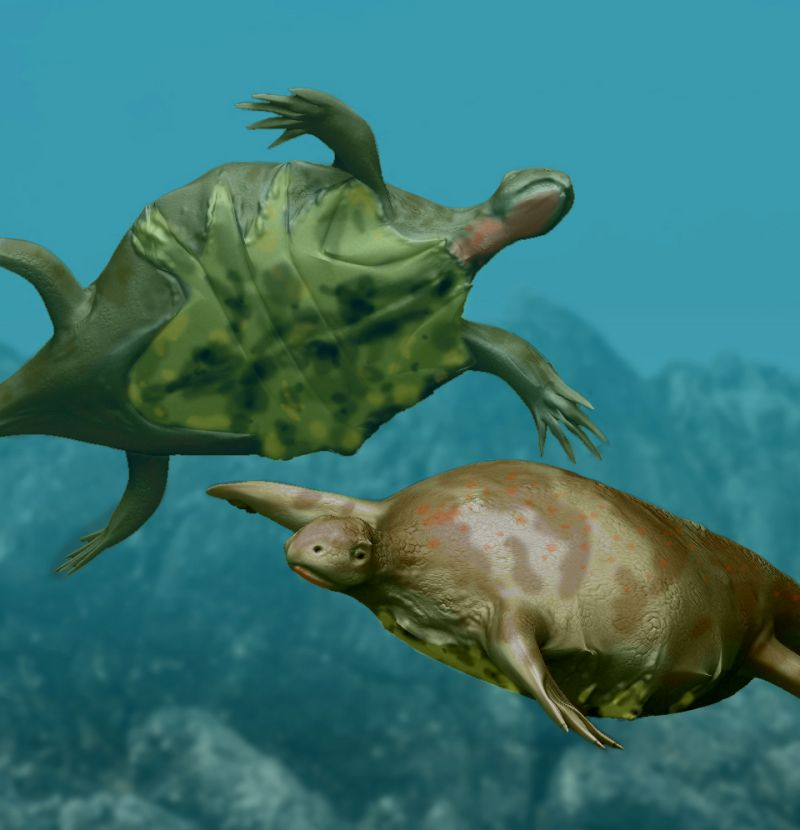
Odontochelys semitestacea
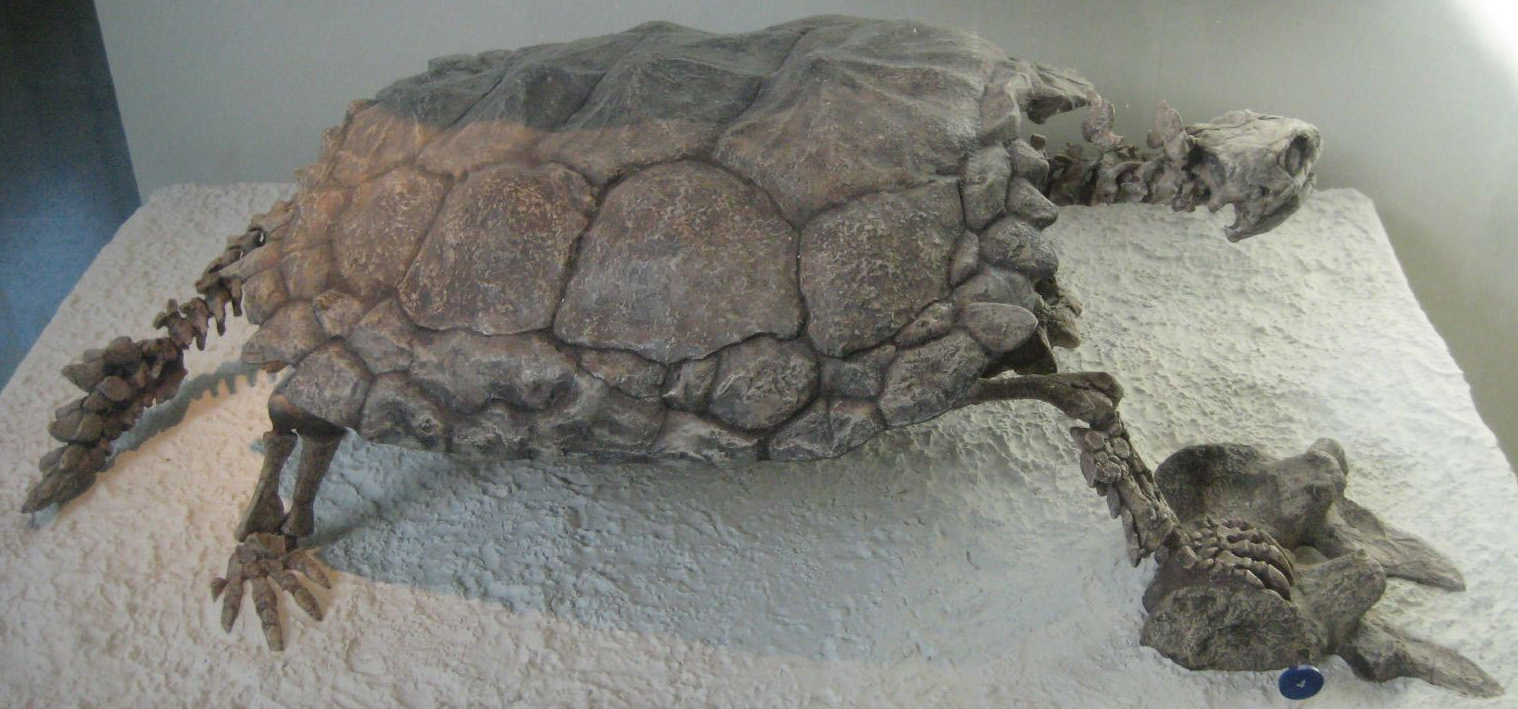
Скелет Proganochelys quenstedtii
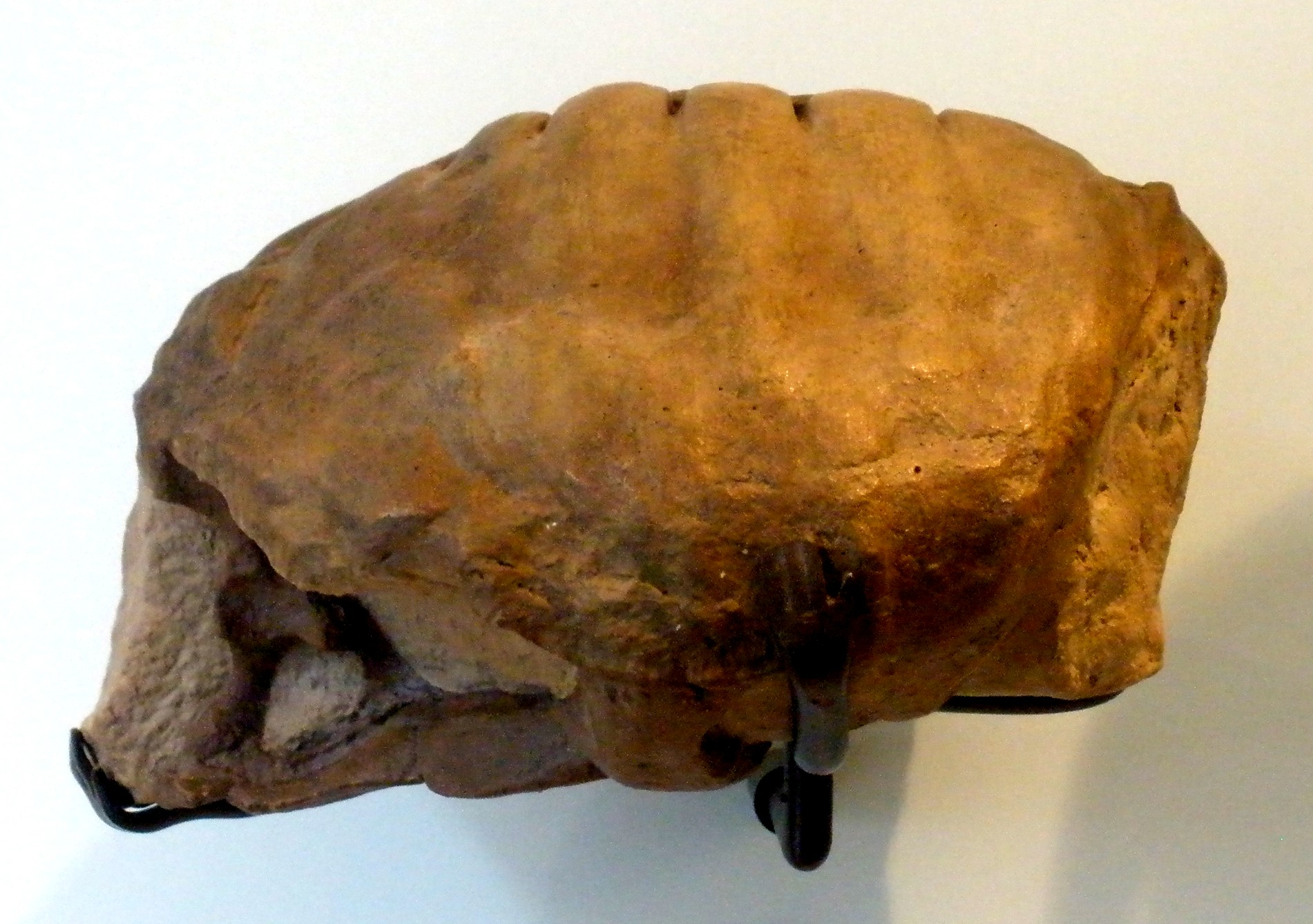
Окаменелость Proterochersis robusta